# Wieża spadochronowa w Krakowie
Wieża spadochronowa w Krakowie – wieża spadochronowa zbudowana w 1953 roku w Nowej Hucie na terenie Łąk Nowohuckich. Miała 48 metrów wysokości. Została rozebrana w latach 70. XX wieku.

## Historia
Rozwojem lotnictwa i sportu spadochronowego po wojnie zajmowała się Liga Lotnicza, która powstała w 1948 roku. Jej zadaniem było utrzymywanie szkół lotniczych, lotnisk sportowych i szybowisk, modelarni i wież spadochronowych.
Pomysł zbudowania wieży spadochronowej w Nowej Hucie powstał już w 1951 roku. Wybrano lokalizację, co nie było łatwe, bo teren był podmokły i przygotowano wykopy pod fundamenty. Prace rozpoczęto jesienią i przeciągnęły się do lutego 1952 roku. Kopano fundamenty, które miały być głębokie na 3 metry. Niestety już na poziomie 2,40 metra w wykopie pokazała się woda. W związku z tym zaplanowano wykopanie 20 studni o głębokości 6 metrów. Po wypełnieniu mieszaniną kamieni i cementu jako tzw. sztuczna skała miały stać się podstawą pod fundamenty wieży.
Konstrukcję wieży dostarczyła i podarowała (nieodpłatnie) jednostka wojskowa. Ponieważ zapał się skończył, do pomysłu wrócono po kilku latach w 1953 roku. Projekt przygotował Jan Gołąbek z Krakowskiej Spółdzielni Technicznej. Pieniądze na budowę wieży zbierały Koła Ligi Lotniczej.
W Kombinacie „dokonano rekonstrukcji” wieży i przewieziono na miejsce, a montaż wykonali pracownicy krakowskiego Mostostalu.
Oddanie wieży o wysokości 48 metrów nastąpiło 9 maja 1953 roku o godz. 17. Zaplanowano z tej okazji pokazy skoków, także dla chętnych, którzy posiadali losy zamieszczone w czasopiśmie Ligi Lotniczej “Skrzydła i Motor”. Tak o otwarciu wieży pisał sprawozdawca Dziennika Polskiego “Już od przystanku „5" koło „Monopolu" w Czyżynach z daleka widać 40 metrową wieżę spadochronową. W sobotę 9 bm, po południu licznie zdążali w tym kierunku mieszkańcy Krakowa i Nowej Huty, aby wziąć udział w uroczystości oddania wieży do użytku i zobaczyć pierwsze skoki. Przemawiający w imieniu zarządu okręgu Ligi Lotniczej kpt. Chojcan podziękował tym wszystkim, którzy przyczynili się do budowy wieży: władzom związkowym, Zarządowi GI. ZMP, Dyrekcji Budowy Miasto Nowa Huta, młodzieży Kombinatu i robotnikom Mostostalu którzy montowali konstrukcję wieży. Przy dźwiękach marsza granego przez orkiestrę z Kombinatu, pierwszy skacze instruktor krak. Aeroklubu Jan Cierniak, a po nim robotnicy z Kombinatu, którzy pracowali przy budowie wieży: Podleśko, Matonis i in. Zrozumiałą sensację budzi pierwsza kobieta, która skacze z wieży: jest nią 18-letnia Krystyna Rozmarynowska, aktywista ZMP z Kombinatu. Następnie skaczą szczęśliwi posiadacze losów umieszczonych w czasopiśmie “Skrzydła i Motor". Zebrani z zainteresowaniem przyglądają się skokom. Niestety ulewny deszcz ze śniegiem przerywa tą miłą i udaną imprezę“.
W maju 1953 roku przyłączono Ligę Lotniczą, Ligę Morską i Ligę Przyjaciół Żołnierza LPŻ, a w 1962 roku zmieniono nazwę tej organizacji na Ligę Obrony Kraju LOK. W 1956 roku od Ligi Żołnierza oddzielił się Aeroklub Rzeczypospolitej Ludowej przejmując sprawy związane z organizacją lotnictwa sportowego.
W 1965 roku Głos Nowej Huty napisał, że ostatni skok z wieży wykonano w 1963 roku. Kilka lat później (w 1968 roku) ta sama gazeta przeprowadziła poszukiwania właściciela wieży po liście inż. Jana Żelazko, który napisał, że wieża stoi nie tylko niewykorzystana, ale też niezabezpieczona. Młodzi chłopcy wchodzili na skorodowany podest zrzucając w dół różne przedmioty. Jak się okazało LOK wskazywał na Aeroklub Krakowski, a ten poinformował, że przekazał wieżę Państwowemu Instytutowi Hydrologiczno-Metrologicznemu w Krakowie. Nie znamy dalszego ciągu dziennikarskiego śledztwa. Kolejny tekst z interwencją pojawia się w Głosie w 1970 roku. W 1973 roku wieżą ponownie zainteresowali się dziennikarze Echa Krakowa. Po interwencji została wysadzona przez żołnierzy z jednostki WOW pod dowództwem mjr Józefa Abrama. Elementy wieży miały być przekazane na złom, ale jeszcze końcem kwietnia 1974 roku na terenie ogrodów działkowych dziennikarze znaleźli resztki wieży. Betonowa podstawa pozostała pośrodku działek za wałem na Łąkach Nowohuckich.